# Aadma

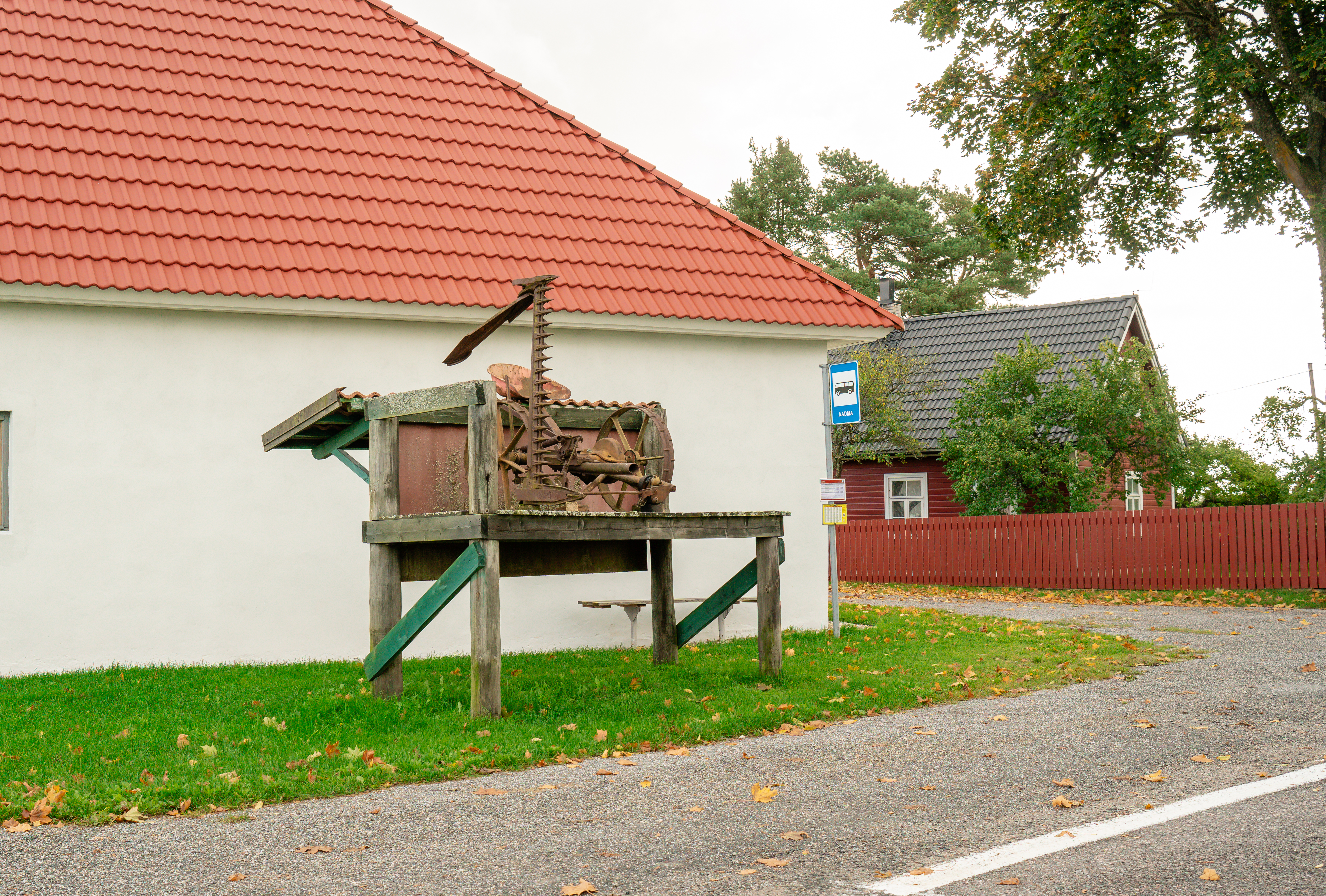

Aadma est un village de la commune de Hiiumaa, situé dans le comté de Hiiu en Estonie.

## Géographie
Le village est situé dans le sud de l'île d'Hiiumaa.

## Histoire
Avant la réforme administrative d'octobre 2017, Aadma faisait partie de la commune de Käina, fusionnée à cette date avec les autres communes de l'île pour former celle de Hiiumaa.